# Bradford City
Bradford City (offiziell: Bradford City Association Football Club) – auch bekannt als The Bantams – ist ein englischer Fußballverein aus dem in West Yorkshire gelegenen Bradford und trägt seine Heimspiele im Valley Parade Stadion aus.

## Geschichte
Ursprünglich war der Klub bekannt als Manningham, Rugbyverein und Gründungsmitglied der Northern Rugby Union. In der Saison 1903/04 wechselte der Klub auf Betreiben der Football Association die Sportart und spielte fortan unter dem Namen Bradford City Association Football Club Fußball anstelle von Rugby League. In der Folge bewarb sich der Verein erfolgreich um Aufnahme in die Football League, die ihrerseits den Fußball in einer Rugby-dominierten Region etablieren wollte, obwohl Bradford City zum Zeitpunkt der Einladung noch über keine Mannschaft verfügte.
Bradfords Trikotfarben sind weinrot mit bernsteinfarbenen Streifen und schwarzen Shorts. Diese einmalige Kombination im englischen Fußball wirkt meist stark polarisierend und gewann in einem Jahr sowohl die Auszeichnung des besten und des schlechtesten Trikots.

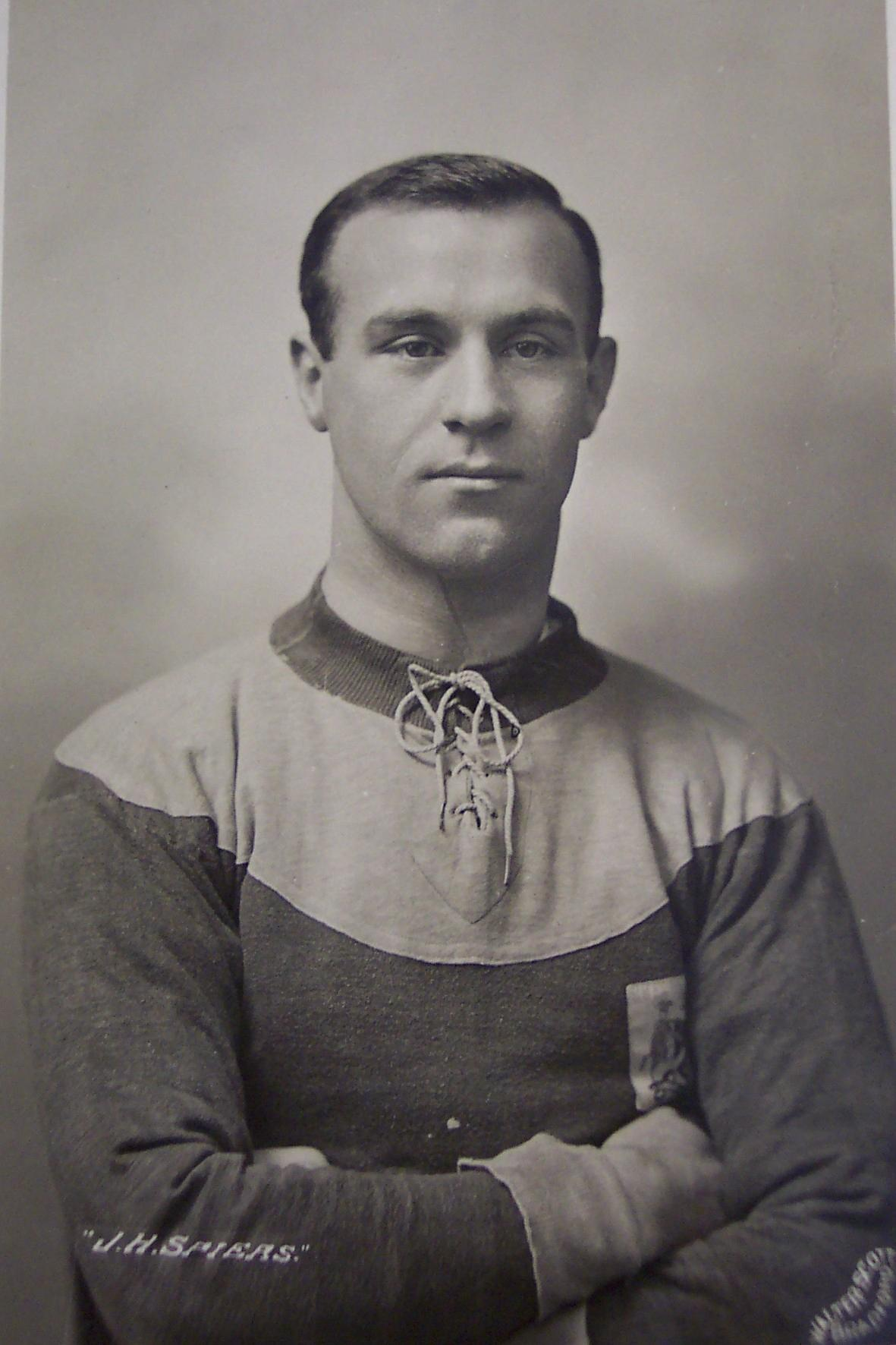
Jimmy Speirs schoss das 1:0-Siegtor im Finale des FA-Cups 1910/11

Der Spitzname des Vereins ist „The Bantams“ und geht zurück auf eine Legende, nach der ein Huhn von dem Spielerbus erfasst wurde, als sich die Mannschaft im Jahr 1911 auf dem Weg zum Finale des FA Cups befand. Als Bradford das Finale im Wiederholungsspiel am 26. April gegen Newcastle United mit 1:0 gewann (erstes Spiel 0:0), entschied sich der Verein dazu, sich nach dem Ereignis zu benennen. Einer anderen Version zufolge bezieht sich der Name auf eine frühe Trikotversion, die eine visuelle Assoziation dazu hervorrief. In dieser Pokalsaison konnte Bradford auch seinen bisherigen Besucherrekord verzeichnen: Im Viertrundenspiel gegen den FC Burnley kamen 39.146 Zuschauer.
Nachdem der Nachbarverein und Stadtrivale Bradford Park Avenue mittlerweile nicht mehr im professionellen Fußball aktiv ist, sind die größten lokalen Konkurrenten Leeds United, Huddersfield Town, und Halifax Town, und in einem geringeren Umfang auch Sheffield United, Sheffield Wednesday und der FC Barnsley. Spiele gegen diese Mannschaften haben sowohl große Sportmomente als auch Tragödien hervorgebracht, wie am Beispiel der Saison 1996/97 deutlich wurde. Am 1. Februar 1997 brach Kevin Gray, Verteidiger von Huddersfield Town, mit einem harten Tackling von der Seite dem Stürmer von Bradford City Gordon Watson zweifach das Bein. Watson war zu diesem Zeitpunkt mit einer Ablöse von 550.000 Pfund der teuerste Einkauf des Vereins und hatte zuvor erst zwei Spiele absolviert. Nachdem eine 15 cm lange Metallplatte im Bein mit sieben Schrauben befestigt werden musste, konnte Watson erst zwei Jahre und fünf Operationen später zurückkehren, um dann jedoch nach nur wenigen Spielen den Verein endgültig verlassen zu müssen. Im Januar 1998 konnte Watson vor Gericht in Leeds als zweiter Spieler in der Geschichte ein Schmerzensgeld von 950.000 Pfund erwirken, was bekannt wurde als „Das teuerste Tackling in der britischen Fußball- und Gerichtsgeschichte“.
Das Rückspiel gegen Huddersfield war wieder in sportlicher Hinsicht interessant, als eine gute Leistung Bradfords für die zwischenzeitliche 3:0-Führung sorgte, darunter ein direkt verwandelter Eckball des früheren englischen Nationalspielers Chris Waddle. Das Spiel wendete sich jedoch und Huddersfield konnte noch zum 3:3 ausgleichen.
Als einer der größten Erfolge der jüngeren Vergangenheit wird der zweifache Sieg gegen Huddersfield Town in einer Spielzeit betrachtet. In der Saison 2005/06 jedoch verlor der Verein im Heimspiel gegen Huddersfield. Seit dem Gewinn des FA Cups im Jahr 1911 hatte der Verein weniger Erfolg. Bradford City stieg früh in die unteren Ligen ab und spielte seit den 1940er Jahren durchgängig bis in die 1970er Jahre in der Third Division und der Fourth Division.
Eine Tragödie ereilte den Verein am 11. Mai 1985, als die Haupttribüne in Flammen aufging und 56 Zuschauer ihr Leben verloren. Dies war eine der größten Stadionkatastrophen in der britischen Geschichte. Am gleichen Tag hatte der Verein den Aufstieg in die Second Division gefeiert, um dort erstmals seit 1937 spielen zu können (siehe auch Valley-Parade-Feuerkatastrophe).
Bradford City hatte seitdem wechselhaften Erfolg. Sie stiegen im Mai 1999 in die Premier League auf und spielten dort in den darauffolgenden zwei Spielzeiten, bevor sie dann wieder in die zweite Liga absteigen mussten. Der Klassenerhalt in der ersten Saison wurde dabei mit einem Empfang in Bradford und einem Autokorso gefeiert. Parallel dazu mehrten sich jedoch aufgrund des höheren Etats die finanziellen Probleme des Vereins und nach dem Erstligaabstieg stand der Klub in den Jahren 2003 und 2004 vor dem Bankrott. Die Notwendigkeiten zu einem Sparkurs führten dann zu einem weiteren Abstieg in die dritte Liga, aus welcher der Verein 2007 in die vierthöchsten Spielklasse Football League Two abstieg.
In der Saison 2012/13 erreichte der Verein als erster Viertligist seit Rochdale 1962 das Finale des League Cup. Auf dem Weg dorthin konnten unter anderem die Erstligisten Wigan Athletic (auswärts 2:4 im Elfmeterschießen), Arsenal (zuhause 3:2 im Elfmeterschießen) sowie Aston Villa (Gesamtscore 4:3) besiegt werden. Im Finale unterlag Bradford City jedoch dem Erstligisten Swansea City deutlich mit 0:5. In derselben Saison gelang nach einem Playoff-Sieg gegen Northampton Town der Aufstieg in die EFL League One.
Ähnlich den Erfolgen im League Cup zwei Jahre zuvor, konnten auch im FA Cup 2014/15 Siege über Vereine aus der Premier League verbucht werden. In der vierten Hauptrunde gewann Bradford City an der Stamford Bridge gegen den FC Chelsea mit 4:2, in der darauffolgenden Runde konnte Sunderland daheim mit 2:0 bezwungen werden. Im Viertelfinale schied City gegen den Zweitligisten FC Reading auswärts mit 3:0 aus.

## Ligazugehörigkeit
- 1903–1908: Football League Second Division
- 1908–1922: Football League First Division
- 1922–1927: Football League Second Division
- 1927–1929: Football League Third Division North
- 1929–1937: Football League Second Division
- 1937–1958: Football League Third Division North
- 1958–1961: Football League Third Division
- 1961–1969: Football League Fourth Division
- 1969–1972: Football League Third Division
- 1972–1977: Football League Fourth Division
- 1977–1978: Football League Third Division
- 1978–1982: Football League Fourth Division
- 1982–1985: Football League Third Division
- 1985–1990: Football League Second Division
- 1990–1992: Football League Third Division
- 1992–1996: Football League Second Division
- 1996–1999: Football League First Division
- 1999–2001: FA Premier League
- 2001–2004: Football League First Division
- 2004–2007: Football League One
- 2007–2013: Football League Two
- 2013–2019: EFL League One
- 2019–2025: EFL League Two
- seit 2025: EFL League One

## Erfolge
- Englischer Pokalsieger: 1910/11
- Football League Third Division North Cup: 1938/39

## Partnerschaften
Es besteht eine Partnerschaft mit dem US-amerikanischen Klub SC United Bantams, die in der USL Premier Development League spielen.